# 波漆属
波漆属（学名：Bouea）是漆树科下的一个属，为乔木植物。该属共有4种，分布于马来西亚。